# 天主教奧地利軍中教長區
天主教奧地利軍中教長區（拉丁語：Ordinariatus Militaris Austriae）是奧地利一個天主教的軍中教長區，直屬聖座，負責牧養信奉天主教的奧地利軍人及其家眷。
教長區座堂位於維也納新城。2004年有廿一個堂區、廿六名司鐸。現任教長為克里斯蒂安·韋納。
1773年12月22日哈布斯堡君主國成立了軍中代牧區。德奧合併時被撤銷，至1959年2月21日恢復。代牧區在1986年7月21日被升為教長區。1990年起，教長加銜維也納新城。